# Haplogrupo HV (ADNmt)

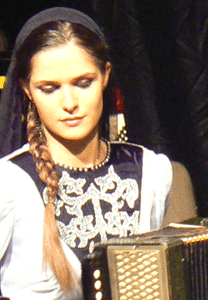
Rasgos HV

En genética humana, el Haplogrupo HV es un haplogrupo mitocondrial humano que desciende del haplogrupo R0 (o pre-HV), está definido por el marcador 14766 y da lugar a los haplogrupos H, V y varios subgrupos de HV. 
Es el haplogrupo más importante de Eurasia Occidental, predominante o mayoritario en Europa, Medio Oriente, África del Norte y Asia Central, y minoritario en el subcontinente indio.

## Orígenes
HV se habría originado en el Cercano Oriente o Cáucaso hace unos 25.000 a 30.000 años.
- HV0: Originado hace unos 20.000 años.
  - V: Originado en Europa Occidental hace unos 10.000 a 15.000 años.
- HV1: Originado en el Cercano Oriente y de allí se expandió hacia el Nor-este de África hace más de 7000 años.[3]
- HV2
- HV3 y HV4: De origen pre-neolítico en Europa Oriental o región del Cáucaso.[1]
- HV5
- H: Originado en el Cercano Oriente o Cáucaso hace unos 15.000 a 20.000 años.

## Distribución
HV (14766) y los haplogrupos descendientes relacionados (H, V), son los más característicos de todo Eurasia Occidental, con una mayor concentración en Europa Occidental. Las mayores frecuencias de subgrupos de HV está en Irán, por ejemplo en gilekis 24%, kurdos 20%, persas 19% y luros 12%. HV se encuentra en el Medio Oriente, subcontinente indio, Asia Central, Europa Oriental y Norte de África. A través de su clado más importante (H) es predominante en Europa y Eurasia Occidental en general.
- HV0 o pre-V (72, 16298)
  - preV*1 (195): Pequeñas frecuencias en Europa, Norte de África y Palestina.
    - HV0b
    - HV0c

  - preV*2 or HV0a  (15904)
    - HV0a1: Poco en Europa.
    - V (4580): Su mayor frecuencia está en Europa Occidental, especialmente en los samis con 40%;[5] en Irlanda 7% y un 6% en Iberia, Escandinavia y países bálticos. Menores frecuencias en Rusia y resto de Europa Oriental.
- HV1 (8014T, 15218, 160679): Disperso en todo el Medio Oriente, especialmente en druzos con 9%.[6] Se encuentra también en Europa Occidental (Italia) y Europa Oriental (Polonia, Rumania, Bulgaria, Hungría y Lituania), Norte África y Cuerno de África.
- HV2 (73, 195, 7193, 9336, 11935, 12061, 16217): Típico de Pakistán, especialmente en Baluchistán con 10%.[4] También en Irán, India y Eslovaquia.
- HV3 (16311): Típico de los eslavos, presente en el Volga, en rusos, checos, eslovacos y polacos.[1] Poco en el Cercano Oriente, Anatolia, Irán e Irak, y es raro en Europa Occidental o la India.
  - HV3a o HV9: Encontrado en checos
  - HV3b o HV6: En Rusia y Eslovaquia
  - HV3c o HV7: En Rusia
  - HV3d o HV8: Poco en Europa Oriental
  - HV10
  - HV11: Encontrado en Italia
  - HV14: Encontrado en India
- HV4: Poco en Europa (Italia, Rusia)
- HV5: En Europa Oriental (Polonia, Letonia) y judíos askenazí.
- HV12: En India, Armenia.
- HV13: En Armenia e Irán.[7]
- Haplogrupo H (2706  7028): De gran importancia en toda Eurasia Occidental.

| Haplogrupos de ADN mitocondrial humano |                      |      |      |      |      |      |      |      |      |      |      |      |      |      |    |    |       |       |   |   |   |   |   |   |   |  |   |   |   |   |  |  |  |  |    |    |    |
|                                        | Eva mitocondrial (L) |      |      |      |      |      |      |      |      |      |      |      |      |      |    |    |       |       |   |   |   |   |   |   |   |  |   |   |   |   |  |  |  |  |    |    |    |
| L0                                     | L1–6                 | L1–6 | L1–6 | L1–6 | L1–6 | L1–6 | L1–6 | L1–6 | L1–6 | L1–6 | L1–6 | L1–6 | L1–6 | L1–6 |    |    |       |       |   |   |   |   |   |   |   |  |   |   |   |   |  |  |  |  |    |    |    |
| L0                                     | L1                   | L2   |      |      |      | L3   | L3   | L3   | L3   | L3   | L3   | L3   | L3   | L3   | L3 | L3 | L3    | L3    |   |   |   |   |   |   |   |  |   |   |   |   |  |  |  |  | L4 | L5 | L6 |
| L0                                     | L1                   | L2   | M    | M    | M    | M    | M    | M    | M    | N    | N    | N    | N    | N    | N  |    |       |       |   |   |   |   |   |   |   |  |   |   |   |   |  |  |  |  | L4 | L5 | L6 |
| L0                                     | L1                   | L2   | CZ   | CZ   | D    | E    | G    | Q    |      | A    | I    | O    | R    | R    | R  | R  | R     | R     | R | R | R | R | R | R | R |  | S | W | X | Y |  |  |  |  | L4 | L5 | L6 |
| L0                                     | L1                   | L2   | C    | Z    | D    | E    | G    | Q    | B    | A    | I    | O    | F    | R0   | R0 |    | R2'JT | R2'JT |   |   | P | P |   | U |   |  | S | W | X | Y |  |  |  |  | L4 | L5 | L6 |
| L0                                     | L1                   | L2   | C    | Z    | D    | E    | G    | Q    | B    | A    | I    | O    | F    | HV   | HV | JT | JT    | K     |   |   | P | P |   |   |   |  | S | W | X | Y |  |  |  |  | L4 | L5 | L6 |
| L0                                     | L1                   | L2   | C    | Z    | D    | E    | G    | Q    | B    | A    | I    | O    | F    | H    | V  | J  | T     | K     |   |   | P | P |   |   |   |  | S | W | X | Y |  |  |  |  | L4 | L5 | L6 |